# إدوارد براينت
إدوارد براينت (بالإنجليزية: Edward Bryant)‏‏ (27 أغسطس 1945 في وايت بلينس، نيويورك - 10 فبراير 2017 في دنفر) كاتب، وكاتب خيال علمي، وروائي من الولايات المتحدة.